# Стефан Самсиев
Стèфан Станчев Самсѝев е актьор, директор на великотърновския Музикално-драматичен театър „Константин Кисимов“ от 15 август 1976 г. до 1 септември 1991 г.
Роден е на 11 август 1932 г. в тогавашното село, а от 1974 г. град Златарица. Завършва актьорско майсторство във Висшия институт за театрално изкуство (ВИТИЗ) през 1958 г.
През 1981 г. Стефан Самсиев е удостоен със званието „Заслужил артист“. През същата година е награден с орден „Кирил и Методий“.
Починал е на 25 април 2009 г. във Велико Търново. Погребан е в град Златарица.